# Borussia 09 Welzow
Der SV Borussia 09 Welzow ist ein deutscher Sportverein aus Welzow im Landkreis Spree-Neiße. Die Fußballabteilung ist ein Nachfolger der BSG Aktivist Welzow, Heimstätte ist die Alfred-Scholz-Kampfbahn.

## Sektion Fußball

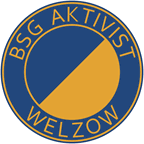
Logo der BSG Aktivist Welzow

Borussia Welzow wurde im Jahr 1909 gegründet und spielte bis 1933 in den Meisterschaften des Verbandes Brandenburgischer Ballspielvereine sowie des Arbeiter-Turn- und Sportbundes. Mit der Machtergreifung der Nationalsozialisten wurde der Arbeiterverein aufgelöst, sportliche Erfolge erreichte der Club aus der Niederlausitz nicht.
1945 wurde der Club unter der Bezeichnung SG Welzow neu gegründet. Die lose Sportgruppe vollzog bis 1951 erneute Umbenennungen in ZSG Welzow (1949) sowie mit dem Einsteigen des ortsansässigen Braunkohletagebaus als Trägerbetrieb in BSG Aktivist Welzow (1951). Für eine Saison spielte Welzow in der Landesklasse Brandenburg (SBZ) und gehörte zu den Gründungsmitgliedern der 1952 gegründeten drittklassigen Bezirksliga Cottbus. Waren die Brandenburger in der Vorsaison noch knapp an Chemie Schwarzheide und Lok Cottbus am Aufstieg gescheitert, gewannen sie 1958 vor Motor Finsterwalde-Süd  die Cottbuser Bezirksmeisterschaft und stiegen in die II. DDR-Liga auf. Die dritthöchste Spielklasse der DDR erwies sich für Aktivist als eine Nummer zu groß, die BSG stieg relativ chancenlos nach nur einer Saison wieder in den Cottbuser Bezirksligabereich ab.
In der Folgezeit hielt Welzow die Bezirksliga mit kurzzeitigen Unterbrechungen noch bis 1973, versank im Anschluss aber in der Bedeutungslosigkeit des DDR-Fußballs. 1990 kehrte der Verein wieder zu seinem historischen Namen Borussia zurück, agiert seitdem ausnahmslos im südbrandenburgischen Lokalfußball.

## Statistik
- Teilnahme II. DDR-Liga: 1959
- Teilnahme FDGB-Pokal: 1949 (VF, 1:12 gegen Horch Zwickau), 1954 (1. HR, 3:2 gegen Einheit Güstrow 2. HR, 2:0 gegen Empor Tabak Dresden AF, 1:3 gegen Empor Lauter), 1966 (1. HR 0:3 gegen den SC Cottbus)

## Personen
- Bernd Schulz